# United States House Committee on Science, Space, and Technology

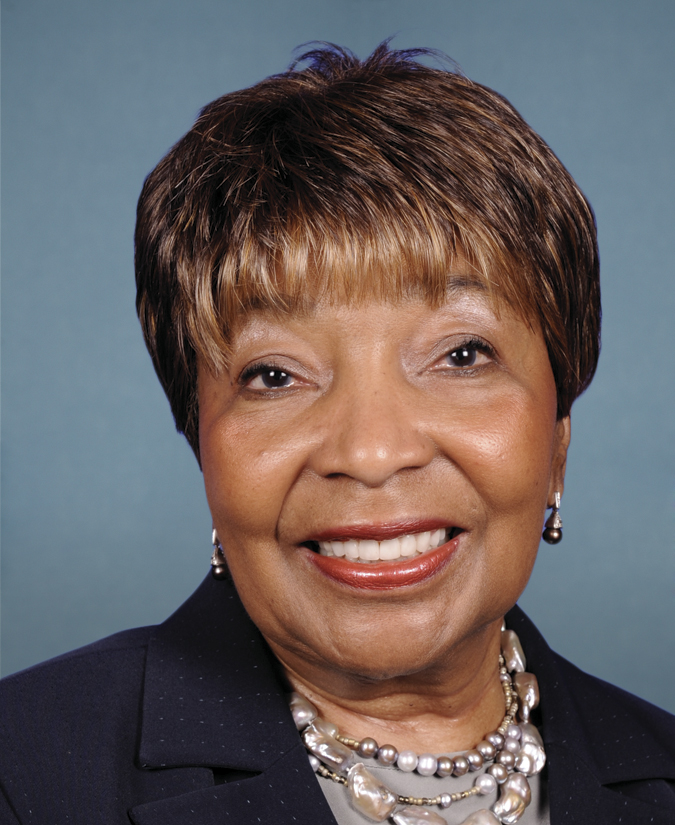
Eddie Bernice Johnson, première personne d'origine africaine, et première femme présidente du Comité des sciences, de l'espace et des technologies de la Chambre des représentants des États-Unis, nommée à ce poste début janvier 2019.

La United States House Committee on Science, Space, and Technology (de l'anglais, litt. « Commission de la science, de l'espace et de la technologie de la Chambre des représentants des États-Unis ») est l'un des « comités » créés par la Chambre des représentants des États-Unis. 
Il est compétent sur tous les sujets de recherche scientifiques et techniques fédérales, du moment qu'ils ne soient pas liés à la Défense. Plus précisément, le comité a une compétence partielle sur les agences fédérales suivantes : 
- la NASA ;
- le département de l'Énergie des États-Unis (DOE) ;
- l'Agence américaine de protection de l’environnement (Environmental Protection Agency ou EPA) ;
- l'Agence du Registre des substances toxiques et des maladies (ATSDR) ;
- la NSF ;
- la Federal Aviation Administration (FAA) ;
- la NOAA ;
- le NIST ;
- l'Agence fédérale des situations d'urgence (Federal Emergency Management Agency ou FEMA) ;
- l'Administration de lutte contre les incendies ;
- l'USGS.

Ce comité est actuellement (depuis janvier 2019) présidé par Eddie Bernice Johnson.

## Origine, histoire, dénominations
À la fin des années 1950, dans un contexte de guerre froide, le programme soviétique Spoutnik inquiète le Congrès américain et lance la course à l'espace. En 1958, le Congrès crée un « Comité spécial de l’astronautique et de l’exploration spatiale ». Il est présidé par John William McCormack, alors chef de la majorité. Ce comité restreint a notamment rédigé la « loi nationale sur l'aéronautique et l'espace » qui a créé la « National Aeronautics and Space Administration » (NASA). Un rapport du comité, intitulé « Space Handbook : L’astronautique et ses applications », fournit aux décideurs (politiques et industriels) des informations non techniques sur les vols spatiaux aux États-Unis .
Le 3 janvier 1959, ce comité créé un « Comité permanent de la science et de l'astronautique de la Chambre », qui sera le premier nouveau comité permanent créé à la Chambre depuis 1946. il sera rebaptisé en 1974 « Comité de la science et de la technologie de la Chambre », puis en 1987 renommé « Comité de la science, de l'espace et de la technologie de la Chambre ». En 1994, quand le parti républicain a obtenu la majorité au Congrès, il a renommé le comité « Comité de la Chambre sur la science ». Puis pour marquer leur retour en 2007, les démocrates l'ont renommé « Comité de la Chambre sur la science et la technologie ».
Lors du 112e Congrès, le président du Comité (Ralph Hall) rajoute « Espace » dans le nom du comité qui devient alors : « Le Comité de la science, de l'espace et de la technologie », en guise de clin d'œil à l'histoire du comité, à ses compétences étendues et à l'importance de l'exploration spatiale pour le maintien de l'innovation et de la compétitivité américaines.

## Controverse
En 2016, alors que le déni du réchauffement climatique est encore largement partagé aux États-Unis et notamment au sein de l'équipe du futur président Donald Trump, le 1er décembre le compte Twitter du comité reprend une affirmation de Breitbart News (média politique conservateur américain d’extrême droite créé près de 10 ans plus tôt (2007) par Andrew Breitbart) affirmant que le changement climatique en cours est un processus météorologique naturel. Ce tweet repris par une institution supposée donner des avis et orienter la recherche américaine choque la communauté scientifique présente sur Twitter, qui reproche immédiatement au tweet du comité de promouvoir un article mensonger et non-scientifique ; « C'est probablement l'année la plus chaude jamais enregistrée sur Terre - et certaines personnes parlent de refroidissement global »... Au sein du comité, Eddie Bernice Johnson (présidente depuis 2019) a également critiqué le tweet et écrit : "Les fausses nouvelles et les faux faits nous mettent tous en danger".